# جي فورس ناو

شعار الخدمة

جي فورس ناو (باللغة الإنجليزية GeForce NOW ) هي منصة بث ألعاب سحابية، تقوم ببث العديد من ألعاب جهاز الكمبيوتر في متاجر ستيم وإيبك غيمز ستور وغيرها من المتاجر على مختلف الأجهزة، ومن دون الحاجة إلى جهاز ذو مواصفات. وكذلك، تمنح هواة الألعاب الإلكترونية لعب تلك الالعاب دون الحاجة إلى تحميلها، بالإضافة إلى ميّزات التحديث الذاتي والتخزين اللامحدود.

## الميزات
تتكون جي فورس ناو من شبكة من الخوادم الموجودة في مراكز البيانات في أمريكا الشمالية وأوروبا التي تستضيف وتخدم مكتبة ألعاب جي فورس ناو للأعضاء المشتركين. في 18 مارس 2021، أعلنت NVIDIA أنها ستفتح مركزًا للبيانات في مونتريال ، كندا ، بالإضافة إلى مركزي بيانات في أستراليا تستخدم الخوادم بطاقات رسومات Nvidia Tesla ، ويمكنها بث الألعاب بدقة تصل إلى 4K بمعدل 60 إطارًا في الثانيةأو 1440 بكسل بمعدل 120 إطارًا في الثانية. أوصت Nvidia باتصال إنترنت بسرعة 50 ميجابت / ثانية لدفق 1080 / 60p ، ولكن يمكن للخدمة أيضًا البث بسرعة 720 بكسل / 60 بكسل لاتصالات 25 ميجابت / ثانية ، و 720/30 إطارًا في الثانية للاتصالات التي تزيد عن 10 ميجابت / ثانية.

## المكتبة
احتوت مكتبة جي فورس ناو أكثر من 80 لعبة اعتبارًا من مارس 2016 ؛ في مؤتمر مطوري الألعاب 2016 ، أعلنت Nvidia عن صفقات ترخيص جديدة مع سيجا و وارنر برذرز. كان قدر كبير من مكتبة الخدمة متاحًا للبث من خلال الاشتراك. كانت بعض الألعاب متاحة كعنوان "شراء وتشغيل" فقط من خلال منصة جي فورس ناو، والتي بموجبها يتعين على المستخدمين شراء العنوان للوصول إليه.  تم استبدال هذه المكتبة بفكرة جديدة وهي "أحضر ألعابك الخاصة" التي تعني إمكانية وصول الللاعبين إلى ألعابهم الخاصة على منصة الخدمة عن طريق تسجيل الدخول إلى حساباتهم في متاجر الألعاب الرئيسية مثل ستيم و Epic Games Store دون الحاجة إلى شراءها مرة أخرى.
اعتبارًا من يناير 2022 اصبحت خدمة جي فورس ناو تدعم أكثر من 1500 لعبة.
أعلنت شركة مايكروسوفت في فبراير 2023 عن نيتها إضافة مكتبة ألعاب Xbox PC إلى خدمة البث السحابي جي فورس ناو التي تقدمها شركة Nvidia إذا تمت الموافقة على استحواذ مايكروسوفت على شركة أكتيفجن بليزارد.

## الدول المدعومة
- الولايات المتحدة
- السعودية [2]
- عُمان
- الأردن